# Западные Кшатрапы

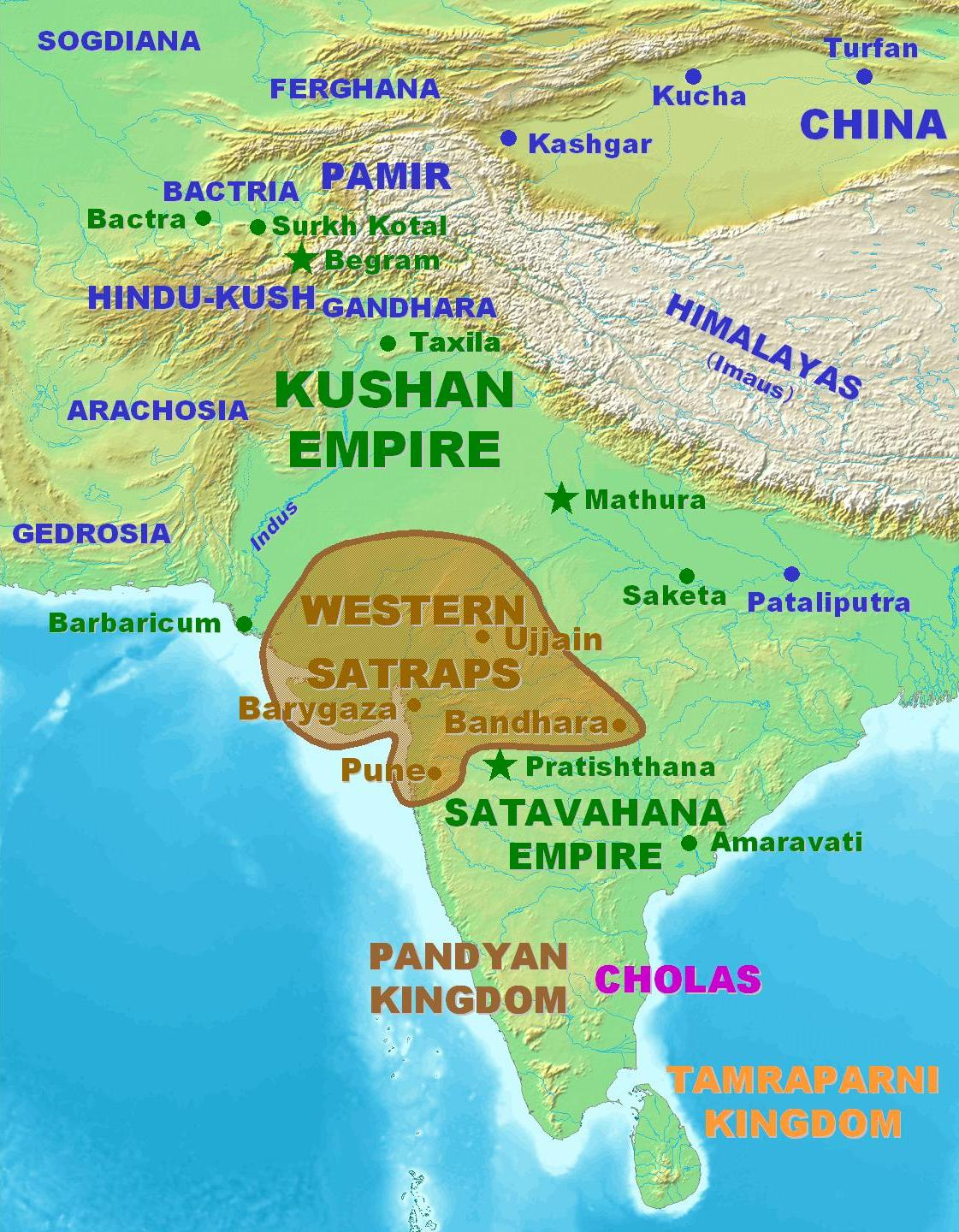
Территория Западных Кшатрапов (35—405)

Западные Кшатрапы — древнее индийское царство, расположенное в Саураштре (Северо-Западная Индия). Существовало около 110—395 гг.

## Предыстория
Одним из ранних индо-скифских государств в Саураштре было царство Адраштра. В начале I века до н. э. междуречье Инда и Нарбады вошло в состав сакского (в индийских источниках — шакского, также скифского) царства вождя Мауэса, занявшего трон индо-греческого царства в Гандхаре. В дальнейшем здесь существовало несколько шакских царств.
В I веке среди них усилилось царство Кшахаратов, распространившие свою власть на многие районы Северо-Западной Индии. Наиболее знаменитыми царями из этого рода были Бхумака (?-119) и Нахапана. Последний правил около в 119—124 гг. и считался самым могущественным царем Декана. Однако власть его была свергнута царем Андхры — Готамипутрой Сатакарни. После этого на короткое время, Западный Декан попал в зависимость от кушан, но власть их тоже длилась весьма недолго. Во второй половине II века, в Западном Декане стала господствовать династия Кшатрапов.

## Возвышение Кшатрапов
Цари этой династии происходили от шакских (сакских) сатрапов, носивших титул кшатра, который на северо-западе Индии давали местным правителям — наместникам царя. Родоначальник династии Чаштана первоначально был наместником кушанов. В 30-е годы II века он стал править самостоятельно и принял титул махакшатрапа.
Его внук Рудраман I был весьма могущественным правителем. Он вел войны с царём Восточного Декана (вероятно с Сива Сри Сатакарни, правителем Андхары ?), которому нанёс поражение. Рудрадаман I воевал также с Кушанской империей, у которой отобрал низовья Инда. Он разбил яудхеев, государство которых располагалось в бассейне Сатледжа. К концу царствования Рудрадамана I власть Кшатрапов распространялась на Малву, Гуджарат, южную часть Раджастхана и некоторые районы Восточного Декана (ранее принадлежавшие Сатаваханам). Столицей Кшатрапов стал город Удджайн. Рудрадаман I был не только удачливым полководцем, но и весьма образованным человеком — знатоком грамматики, политических наук, логики и музыки.

## Падение Кшатрапов
Об истории преемников Рудрадамана I известно немногое. Можно предположить, что споры о престолонаследии, восстания в покоренных Кшатрапами районах, и нападения могущественных соседей (Сатаваханов в их числе) постепенно ослабили государство шаков. Все достижения Рудрадамана I при его наследниках были сведены на нет. В первой половине IV века местные цари даже отказались от титула махакшатрапов, что, по-видимому, означало признание Кшатрапами главенства иранских Сасанидов.
В 348 году новый царь Кшатрапов Рудрасена III опять принял титул махакшатрапа. Но возрождение могущества Кшатрапов было недолгим. В 395 году правитель империи Гупта, Чандрагупта II, завоевал царство Кшатрапов и убил последнего шакского правителя Рудрасимху III. На этом государство Западных Кшатрапов прекратило своё существование.

## Правители

### Кшахарата династия
- Япираджая
- Хосписес
- Хикарака
- Хастадатта
- Абхирака[англ.]
- Бхумака[англ.] (?-119), сын Абхираки
- Нахапана[англ.] (119—124), сын Бхумаки

### Бхадрамахас, или Кардамака династия
Чаштана линия:
- Чаштана[англ.], махакшатрапа (ок. 78-130), сын Замотики
- Джаядаман[англ.], сын Чаштаны
- Рудрадаман I[англ.] (ок. 130—150), сын Джаядамана
- Дамаджадасри I (170—175), сын Рудрадамана I
- Дживадаман[англ.] (первый раз) (175, ум. 199), сын Дамаджадасри I
- Рудрасимха I[англ.] (первый раз) (175—188, ум. 197), брат Дамаджадасри I
- Исварадатта (188—191)
- Рудрасимха I (второй раз) (191—197)
- Дживадаман (второй раз) (197—199)
- Рудрасена I[англ.] (200—222), сын Рудрасимхи I
- Притвисена (222)
- Самгхадаман (222—223), сын Рудрасимхи I
- Дамасена[англ.] (223—232), сын Рудрасимхи I
- Дамаджадасри II (232—239)
- Вирадаман (234—238)
- Ясодаман I (239), сын Дамасены
- Виджаясена[англ.] (239—250), сын Дамасены
- Дамаджадасри III[англ.] (251—255), сын Дамасены
- Рудрасена II[англ.] (255—277)
- Висвасимха (277—282), сын Рудрасены II
- Бхартридаман[англ.] (282—295), сын Рудрасены II
- Висвасена[англ.] (293—304)

Рудрасимха II линия
- Рудрасимха II[англ.] (304—348), сын свами Дживадамана, совместно с
- Ясодаман II[англ.] (317—332), сын Рудрасимхи II
- Рудрадаман II (332—348)
- Рудрасена III, махараджа (348—380), сын Рудрадамана II
- Симхасена (380—384 или 385)
- Рудрасена IV (382—388), сын Симхасены
- Рудрасимха III (388—395)